# Верхний Вербиж
Ве́рхний Ве́рбиж (укр. Верхній Вербіж) — село в Нижневербижской сельской общине Коломыйского района Ивано-Франковской области Украины.
Население по переписи 2001 года составляло 1510 человек. Занимает площадь 7.85 км². Почтовый индекс — 78216.